# Peter Mehringer
Peter Joseph Mehringer (15. července 1910 Jetmore, USA - 27. srpna 1987 Pullman, USA) byl americký zápasník, wrestler a hráč amerického fotbalu. V roce 1932 vybojoval na olympijských hrách v Los Angeles zlatou medaili ve volném stylu v lehké těžké váze.
Po ukončení vysokoškolských studií hrál americký fotbal za Chicago Cardinals. Působil také jako profesionální zápasník. Vystupoval zejména na Novém Zélandu. Používal přezdívku Kansas Whirlwind (Vichřice z Kansasu).